# دودلي براون
دودلي براون (بالإنجليزية: Dudley Brown)‏ هو سياسي أمريكي، ولد في 1965. حزبياً، نشط في الحزب الجمهوري.